# Platycypha caligata
Platycypha caligata – gatunek ważki z rodziny Chlorocyphidae. Występuje w Afryce Subsaharyjskiej – od Etiopii i Sudanu Południowego na zachód po Angolę i na południe po RPA.
W RPA imago lata od grudnia do maja. Długość ciała 31–33 mm. Długość tylnego skrzydła 21,5–22 mm.